# Brachytarsina rouxi
Brachytarsina rouxi är en tvåvingeart som först beskrevs av Falcoz 1921.  Brachytarsina rouxi ingår i släktet Brachytarsina och familjen lusflugor. Inga underarter finns listade i Catalogue of Life.